# Rondonoides
Rondonoides is een geslacht van wantsen uit de familie van de Miridae (Blindwantsen). Het geslacht werd voor het eerst wetenschappelijk beschreven door Carvalho & Costa in 1994.

## Soorten
Het genus is monotypisch en bevat alleen de volgende soort:

- Rondonoides beckerae Carvalho & Costa, 1994